# Авганистанска гениза
Авганистанска гениза хебр. הגניזה האפגנית је скуп неколико хиљада фрагмената јеврејских верских рукописа који су 2011. године пронађени у пећинама у Авганистану. Гениза је хебрејски назив за складиште.
Међу овим списима налазе се рукописи на хебрејском, арамејском, јудео-арапском и јудео-персијском језику, писани хебрејским писмом. Неки од њих су стари 1000 година; а пронађени су у пећинама које су талибани користили као скровиште.
Током 2013. године, Народна библиотека Израела саопштила је да је откупила 29 страница из ове збирке докумената.